# Julián Zaldivar
Julián Zaldívar fue un catedrático de la Universidad de San Antonio Abad político peruano. 
Fue elegido senador suplente por el departamento del Cusco entre 1909 hasta 1918 durante los mandatos de los presidentes Augusto B. Leguía y Guillermo Billinghurst durante el inicio de la República Aristocrática.